# Dorcadion cingulatoides
Dorcadion cingulatoides är en skalbaggsart som beskrevs av Stefan von Breuning 1946. Dorcadion cingulatoides ingår i släktet Dorcadion och familjen långhorningar.
Artens utbredningsområde är Iran. Inga underarter finns listade i Catalogue of Life.